# 홍승현
홍승현(1996년 12월 28일 ~ ) 은 대한민국의 축구 선수로 현재 K3리그 김해시청에서 수비수로 활동 중이다.

## 클럽 경력
홍승현은 2016시즌을 앞두고 대구 FC에 입단하면서 프로 커리어를 시작했다.
2018시즌 여름 이적시장을 통해 K리그2의 FC 안양으로 임대 이적했다.
2019시즌을 앞두고 내셔널리그의 천안시청 축구단으로 이적했다.
2021시즌을 앞두고 서울 이랜드 FC로 이적했다. 하지만 시즌을 마치고 상호간 합의에 의한 계약해지로 팀을 떠나게 되었다.
2022시즌을 앞두고 김해시청 축구단에 입단했다.